# Meliola microspora
Meliola microspora är en svampart som beskrevs av Pat. & Gaillard 1888. Meliola microspora ingår i släktet Meliola och familjen Meliolaceae.   Inga underarter finns listade i Catalogue of Life.